# Peruanische Badmintonmeisterschaft 2012
Die Peruanische Badmintonmeisterschaft 2012 fand vom 17. bis zum 19. Dezember 2012 in Lima statt.

## Medaillengewinner
| Disziplin    | Gold                                | Silber                             | Bronze                              |
| ------------ | ----------------------------------- | ---------------------------------- | ----------------------------------- |
| Herreneinzel | Mario Cuba                          | Bruno Monteverde                   | Martín del Valle                    |
| Herreneinzel | Mario Cuba                          | Bruno Monteverde                   | Ignacio de Vinatea                  |
| Dameneinzel  | Claudia Rivero                      | Luz María Zornoza                  | Claudia Zornoza                     |
| Dameneinzel  | Claudia Rivero                      | Luz María Zornoza                  | Dánica Nishimura                    |
| Herrendoppel | Antonio de Vinatea Martín del Valle | Mario Cuba Bruno Monteverde        | Ignacio de Vinatea Renzo Mini       |
| Herrendoppel | Antonio de Vinatea Martín del Valle | Mario Cuba Bruno Monteverde        | Daniel La Torre Diego Yong          |
| Damendoppel  | Claudia Rivero Valeria Rivero       | Micaela Rivero Katherine Winder    | Claudia Zornoza Luz María Zornoza   |
| Damendoppel  | Claudia Rivero Valeria Rivero       | Micaela Rivero Katherine Winder    | Chiara Carranza Pooley Lorena Duany |
| Mixed        | Mario Cuba Katherine Winder         | Martín del Valle Luz María Zornoza | Daniel La Torre Daniela Zapata      |
| Mixed        | Mario Cuba Katherine Winder         | Martín del Valle Luz María Zornoza | Ignacio Arguelles Claudia Zornoza   |